# Kamae
Kamae (構え) là một thuật ngữ tiếng Nhật được sử dụng trong võ thuật và kịch nghệ truyền thống. Nó được dịch gần đúng là "tư thế", với mẫu tự kanji trong từ này ("cấu") nghĩa là "nền, thành".
Kamae được phân biệt với từ tachi (立ち), được sử dụng trong võ thuật Nhật Bản có nghĩa là "thế đứng". Trong khi tachi (phát âm là dachi khi được sử dụng trong một từ ghép) đề cập đến vị trí của cơ thể từ thắt lưng xuống, kamae đề cập đến tư thế của toàn bộ cơ thể, cũng như bao gồm tư thế tinh thần của một người (tức là thái độ của một người). Những khía cạnh liên quan đến tinh thần và thể chất của sự sẵn sàng này có thể được gọi tương ứng là kokoro-gamae (心構え) và mi-gamae (身構え).
Mặc dù nó là một thuật ngữ chung, ngữ cảnh có thể có nghĩa là có một tư thế cụ thể mặc định đang được ngầm gọi, ví dụ như nhiều hệ phái hiện đại sử dụng bản thân từ kamae như dạng viết tắt thường chỉ thế đứng cơ bản của hệ phái cho việc đấu tập hoặc tự vệ.
Như một lưu ý nữa, cũng có các động từ có liên quan, và việc thêm te vào cuối từ kamae tạo ra thể mệnh lệnh "sẵn sàng/vào vị trí" (構えて kamaete). Do đó, một huấn luyện viên karate ra lệnh cho các học sinh đứng ở một thế đứng phía trước có thể hét lên, "Zenkutsu dachi, kamaete!"

## Trong Aikido
Kamae là một thế đứng cơ bản, cũng được định nghĩa là như tự nhiên. Trong đó, ba điểm trung tâm của cơ thể được xếp đặt trên một trục thẳng đứng theo trọng lực. Ba điểm trung tâm đó bắt đầu bằng đầu, cột sống và bụng dưới. Điều này cho phép có được thế đứng cân bằng, bất kể vị trí của bàn chân thế nào. Nó cũng cho phép người ta di chuyển tự do theo bất kỳ hướng nào mong muốn.

## Trong Kendo
Có năm kamae cơ bản trong Kendo: jōdan, chūdan, gedan, hassō và waki. Trong số này, chūdan-no-kamae (thế đứng trung đẳng) là tư thế cơ bản nhất, mang lại một sự cân bằng giữa các kỹ thuật tấn công và phòng thủ.

## Trong Karate
Các hình thức thường được sử dụng của kamae trong karate là nơi võ sĩ đặt tay phải của mình bảo vệ phần bụng trên và bàn tay trái dang rộng ở ngang vai. Điều này cho phép thực hiện việc chặn đòn đánh trong khi các đòn đánh có thể ở xa hơn cơ thể bằng tay trái và phản công bằng tay phải (hoặc ngược lại tùy thuộc vào thế đứng).

## Trong Taijutsu
Kamae trong Taijutsu được coi là tư thế thích nghi xảy ra như 'ảnh chụp nhanh' của các chuỗi chuyển động, chứ không phải là vị trí tấn công hoặc nhận đòn cố định. Tư thế kamae cơ bản là ichimonji-no-kamae, trong đó đề cập đến 'đường thẳng' phản ánh hình dạng của cơ thể khi áp dụng vị trí này.